# Ogredje (arhitektura)
Etablatura  (italijansko intavolatura) je nadgradnja preklad in pasov, ki ležijo vodoravno nad stebri, ki počivajo na svojih kapitelih.  Entablature so glavni elementi klasične arhitekture in se pogosto delijo na arhitrav (gredni nosilec), friz (ki je lahko okrašen) in venec (projekcijski člen pod pedimentom).  Grški in rimski templji so nastali na podlagi lesenih konstrukcij, pri čemer se oblika prehoda z lesene na kamnito strukturo imenuje petrifikacija ali okamnitev. 
Struktura entablature se spreminja s tremi klasičnimi slogi (redi): dorskim, jonskim in korintskim. V vsakem je sorazmerje delov (arhitrav, friz, venec) določeno s sorazmerjem stebrov. V rimskih in renesančnih je običajno približna četrtina višine stebra. Različice, ki ne ustrezajo tem razmerjem, so običajno njihova izpeljava.
Enostavna klasična dorska entablatura je preprosta. Arhitrav je najnižja plast, ki je razdeljena od spodaj navzgor v guto (vzdolžen pas z utorom za odvod vode), regulo ter tenijo (majhna letev blizu vrha arhitrava). 
V frizu prevladujejo triglifi s tremi navpičnimi žlebiči, ločenimi z metopami, ki so lahko urejene ali neurejene. V triglifu je na vrhu tenija, ravna, tanka, vodoravna izboklina, ki se konča na dnu z okrašenim  utorom, ki se imenuje guta in spada na vrh arhitrava. Zgornji del triglifa izpolnjuje izboklina na vencu iz entablature. Spodnja  izboklina je okrašena z mutulami, ploskvami, ki se praviloma končajo z guto.
Venec je razdeljen na stropno konstrukcijo, korono in cimo. Korona in cima sta glavna dela venca. 
Jonski slog entablature dodaja v arhitrav fascie (friz pod robom strehe), ki so vodoravne izbokline, in dentile (okras pod vencem) – zobci kot pravokotni ornamenti. 
Korintski slog dodaja veliko bolj bogato okrašen venec, deljen od spodaj navzgor v: cimo reversa, dentile, ovulo, modilion, kap in cima recta. V modilionu so okrašeni nosilci, podobni v uporabi kot dentile, vendar pogosto v obliki akantovih listov.
Friz je včasih izpuščen, na primer na vhodu pri kariatidah v Erehtejon in verjetno ni obstajal kot struktura v templju Diane v Efezu. To so ugotovili tudi v likijskih grobnicah, ki so reprodukcije lesenih konstrukcij v skali in temeljijo na zgodnjem jonskem delu. Entablatura je v bistvu razvoj primitivne preklade, ki se razteza čez dve podpori in podpira konce strešnih špirovcev.
Entablature skupaj s sistemom klasičnih stebrov je redko najti zunaj klasične arhitekture. Pogosto se uporabljajo za dokončanje zgornjega dela stene, kjer ni stebrov in če so bili pilastri (sploščeni stebri, ki štrlijo iz stene) ali prislonjeni stebri. Uporaba entablature ne glede na stebre se je pojavila po renesansi.